# 陸軍大臣 (英國)
陸軍大臣，亦稱戰爭大臣。為英國內閣成員，設立於1794到1801年，以及1854到1964年。陸軍大臣負責領導英國陸軍部，協助成員包含副陸軍大臣、也是國會議員的國會私人秘書、以及由將軍擔任的軍事部長。
在19世紀時該職位曾兩度由後來的首相亨利·甘貝爾-班納曼擔任，一戰爆發時，首相H·H·阿斯奎斯兼任該職位，但隨即任命赫伯特·基欽納伯爵擔任(此人後來以基欽納募兵海報聞名)，基欽納去世後由勞合喬治接任(勞合喬治則於卸任後即接替首相一職)。戰爭結束後該職位也由後來的首相溫斯頓·邱吉爾任職兩年。1960年代約翰·普羅富莫於任上遭遇了普羅富莫政治醜聞。

## 歷史

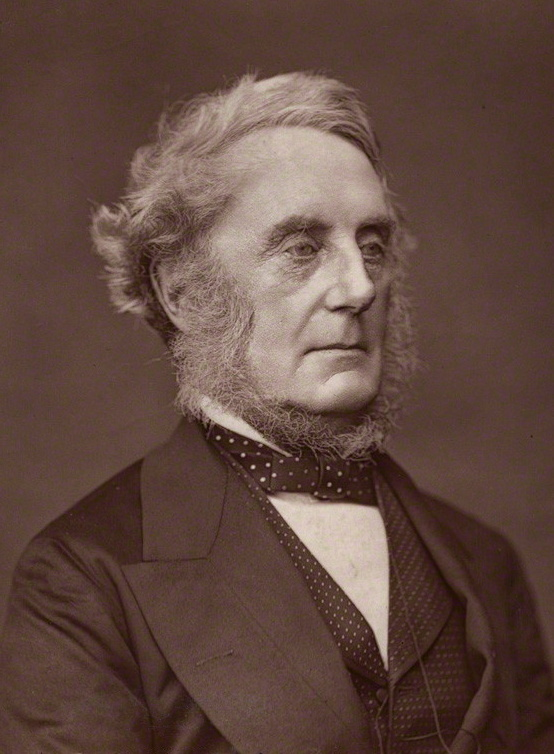
愛德華·卡德威爾子爵，1868到1874年的陸軍大臣，也是卡德威爾改革的推動者

首任陸軍大臣由亨利·鄧達斯於1794年擔任。1801年該職位改為陸軍及殖民地大臣 (Secretary of State for War and the Colonies)，1854年再改回陸軍大臣。1946年陸軍大臣與第一海軍大臣及空軍大臣正式從屬於國防部長（該職位創設於1940年以協調三軍處理國防問題）。
1964年4月1日，伴隨著由國防大臣領導的英國國防部成立，包含陸軍大臣在內等三軍大臣及1940年成立的國防部長皆被撤銷。
| '英國武裝部隊的主要內閣官員：' |                                                      |                                                                          |                                                     |                                                                |
|                                | 英國皇家海軍                                         | 英國陸軍                                                                 | 英國皇家空軍                                        | 協調三軍                                                       |
| 1628                           | 第一海軍大臣 (1628–1964) First Lord of the Admiralty |                                                                          |                                                     |                                                                |
| 1794                           | 第一海軍大臣 (1628–1964) First Lord of the Admiralty | 陸軍大臣 (1794–1801) Secretary of State for War                          |                                                     |                                                                |
| 1801                           | 第一海軍大臣 (1628–1964) First Lord of the Admiralty | 陸軍及殖民地大臣 (1801–1854) Secretary of State for War and the Colonies |                                                     |                                                                |
| 1854                           | 第一海軍大臣 (1628–1964) First Lord of the Admiralty | 陸軍大臣 (1854–1964) Secretary of State for War                          |                                                     |                                                                |
| 1919                           | 第一海軍大臣 (1628–1964) First Lord of the Admiralty | 陸軍大臣 (1854–1964) Secretary of State for War                          | 空軍大臣 (1919–1964) Secretary of State for Air     |                                                                |
| 1936                           | 第一海軍大臣 (1628–1964) First Lord of the Admiralty | 陸軍大臣 (1854–1964) Secretary of State for War                          | 空軍大臣 (1919–1964) Secretary of State for Air     | 國防協調部長 (1936–1940) Minister for Co-ordination of Defence |
| 1940                           | 第一海軍大臣 (1628–1964) First Lord of the Admiralty | 陸軍大臣 (1854–1964) Secretary of State for War                          | 空軍大臣 (1919–1964) Secretary of State for Air     | 國防部長 (1940–1964) Minister of Defence                       |
| 1964                           | 國防大臣 (1964–現在) Secretary of State for Defence  | 國防大臣 (1964–現在) Secretary of State for Defence                      | 國防大臣 (1964–現在) Secretary of State for Defence | 國防大臣 (1964–現在) Secretary of State for Defence            |

## 陸軍大臣(1794~1801)
| 姓名 | 姓名                             | 肖像 | 在任時間           | 在任時間           | 任期長度      | 政黨   | 首相 | 首相        |
| ---- | -------------------------------- | ---- | ------------------ | ------------------ | ------------- | ------ | ---- | ----------- |
|      | 亨利·鄧達斯 (兼任印度事務局主席) |      | 1794 年 7 月 11 日 | 1801 年 3 月 17 日 | 6年8个月又6天 | 托利黨 |      | 小威廉·皮特 |

1801~1854年請參見陸軍及殖民地大臣

## 陸軍大臣(1854~1964)
| 姓名            | 姓名                                                   | 肖像                         | 在任時間            | 在任時間            | 任期長度            | 政黨               | 首相                     | 首相                                                    | 首相                                                    | 首相 |
| --------------- | ------------------------------------------------------ | ---------------------------- | ------------------- | ------------------- | ------------------- | ------------------ | ------------------------ | ------------------------------------------------------- | ------------------------------------------------------- | ---- |
|                 | 亨利·佩勒姆-柯林頓 第五代 紐卡斯爾公爵                 |                              | 1854 年 6 月 12 日  | 1855 年 1 月 30 日  | 7个月18天           | 皮爾黨             |                          | 喬治·漢密爾頓-戈登 (聯合政府)                           | 喬治·漢密爾頓-戈登 (聯合政府)                           |      |
|                 | 福克斯·毛勒-拉姆齊 潘姆爾勳爵                          |                              | 1855 年 2 月 8 日   | 1858 年 2 月 21 日  | 3年13天             | 輝格黨             |                          | 愛德華·史密斯-士丹利伯爵                                | 愛德華·史密斯-士丹利伯爵                                |      |
|                 | 喬納森·皮爾                                            |                              | 1858 年 2 月 26 日  | 1859 年 6 月 11 日  | 1年3个月又16天      | 保守黨             |                          | 愛德華·史密斯-士丹利伯爵                                | 愛德華·史密斯-士丹利伯爵                                |      |
|                 | 西德尼·赫伯特                                          |                              | 1859 年 6 月 18 日  | 1861 年 7 月 22 日  | 2年1个月又4天       | 自由黨             |                          | 亨利·坦普爾                                             | 亨利·坦普爾                                             |      |
|                 | 喬治·康沃爾·劉易斯 爵士 Bt                             |                              | 1861 年 7 月 23 日  | 1863 年 4 月 13 日  | 1年8个月又21天      | 自由黨             |                          | 亨利·坦普爾                                             | 亨利·坦普爾                                             |      |
|                 | 喬治·羅賓遜 德格雷和里彭伯爵                           |                              | 1863 年 4 月 28 日  | 1866 年 2 月 16 日  | 2年9个月又19天      | 自由黨             |                          | 亨利·坦普爾                                             | 亨利·坦普爾                                             |      |
|                 | 喬治·羅賓遜 德格雷和里彭伯爵                           | 約翰·羅素                    | 1863 年 4 月 28 日  | 1866 年 2 月 16 日  | 2年9个月又19天      | 自由黨             |                          |                                                         |                                                         |      |
|                 | 史賓賽·卡文迪許 哈廷頓侯爵                             |                              | 1866 年 2 月 16 日  | 1866 年 6 月 26 日  | 4个月10天           | 自由黨             |                          |                                                         |                                                         |      |
|                 | 喬納森·皮爾                                            |                              | 1866 年 7 月 6 日   | 1867 年 3 月 8 日   | 8个月2天            | 保守黨             |                          | 愛德華·史密斯-士丹利                                    | 愛德華·史密斯-士丹利                                    |      |
|                 | 約翰·帕金頓 爵士 Bt                                    |                              | 1867 年 3 月 8 日   | 1868 年 12 月 1 日  | 1年8个月又23天      | 保守黨             |                          | 愛德華·史密斯-士丹利                                    | 愛德華·史密斯-士丹利                                    |      |
|                 | 約翰·帕金頓 爵士 Bt                                    | 班傑明·迪斯雷利              | 1867 年 3 月 8 日   | 1868 年 12 月 1 日  | 1年8个月又23天      | 保守黨             |                          |                                                         |                                                         |      |
|                 | 愛德華·卡德威爾                                        |                              | 1868 年 12 月 9 日  | 1874 年 2 月 17 日  | 5年2个月又8天       | 自由黨             |                          | 威廉·格萊斯頓                                           | 威廉·格萊斯頓                                           |      |
|                 | 加索恩-哈迪                                            |                              | 1874 年 2 月 21 日  | 1878 年 4 月 2 日   | 4年1个月又12天      | 保守黨             |                          | 班傑明·迪斯雷利                                         | 班傑明·迪斯雷利                                         |      |
|                 | 弗雷德里克·斯坦利                                      |                              | 1878 年 4 月 2 日   | 1880 年 4 月 21 日  | 2年19天             | 保守黨             |                          | 班傑明·迪斯雷利                                         | 班傑明·迪斯雷利                                         |      |
|                 | 休·柴爾德斯                                            |                              | 28 April 1880       | 16 December 1882    | 2年7个月又18天      | 自由黨             |                          | 威廉·格萊斯頓                                           | 威廉·格萊斯頓                                           |      |
|                 | 史賓賽·卡文迪許 哈廷頓侯爵                             |                              | 1882 年 12 月 16 日 | 1885 年 6 月 9 日   | 2年5个月又24天      | 自由黨             |                          | 威廉·格萊斯頓                                           | 威廉·格萊斯頓                                           |      |
|                 | 威廉·亨利·史密斯                                       |                              | 1885 年 6 月 24 日  | 1886 年 1 月 21 日  | 6个月28天           | 保守黨             |                          | 羅伯特·蓋斯科因-塞西爾                                  | 羅伯特·蓋斯科因-塞西爾                                  |      |
|                 | 加索恩-哈迪 克蘭布魯克子爵                             |                              | 1886 年 1 月 21 日  | 1886 年 2 月 6 日   | 16天                | 保守黨             |                          | 羅伯特·蓋斯科因-塞西爾                                  | 羅伯特·蓋斯科因-塞西爾                                  |      |
|                 | 亨利·甘貝爾-班納曼                                     |                              | 1886 年 2 月 6 日   | 1886 年 7 月 20 日  | 5个月14天           | 自由黨             |                          | 威廉·格萊斯頓                                           | 威廉·格萊斯頓                                           |      |
|                 | 威廉·亨利·史密斯                                       |                              | 1886 年 8 月 3 日   | 1887 年 1 月 14 日  | 5个月11天           | 保守黨             |                          | 羅伯特·蓋斯科因-塞西爾                                  | 羅伯特·蓋斯科因-塞西爾                                  |      |
|                 | 愛德華·斯坦霍普                                        |                              | 1887 年 1 月 14 日  | 1892 年 8 月 11 日  | 5年6个月又28天      | 保守黨             |                          | 羅伯特·蓋斯科因-塞西爾                                  | 羅伯特·蓋斯科因-塞西爾                                  |      |
|                 | 亨利·甘貝爾-班納曼                                     |                              | 1892 年 8 月 18 日  | 1895 年 6 月 21 日  | 2年10个月又3天      | 自由黨             |                          | 威廉·格萊斯頓                                           | 威廉·格萊斯頓                                           |      |
|                 | 亨利·甘貝爾-班納曼                                     | 阿奇博爾德·普里姆羅斯        | 1892 年 8 月 18 日  | 1895 年 6 月 21 日  | 2年10个月又3天      | 自由黨             |                          |                                                         |                                                         |      |
|                 | 第五代蘭斯敦侯爵亨利·佩蒂-菲茨莫里斯 第五代 蘭斯當侯爵 |                              | 1895 年 7 月 4 日   | 1900 年 11 月 12 日 | 5年4个月又8天       | 自由統一黨         |                          | 羅伯特·蓋斯科因-塞西爾 (聯合政府)                       | 羅伯特·蓋斯科因-塞西爾 (聯合政府)                       |      |
|                 | 聖約翰·布羅德里克                                      |                              | 1900 年 11 月 12 日 | 1903 年 10 月 6 日  | 2年10个月又24天     | 愛爾蘭統一聯盟     |                          | 羅伯特·蓋斯科因-塞西爾 (聯合政府)                       | 羅伯特·蓋斯科因-塞西爾 (聯合政府)                       |      |
|                 | 聖約翰·布羅德里克                                      | 亞瑟·貝爾福 (聯合政府)       | 1900 年 11 月 12 日 | 1903 年 10 月 6 日  | 2年10个月又24天     | 愛爾蘭統一聯盟     |                          |                                                         |                                                         |      |
|                 | 休·奧克利·阿諾德-福斯特                                |                              | 1903 年 10 月 6 日  | 1905 年 12 月 4 日  | 2年1个月又28天      | 自由統一黨         |                          |                                                         |                                                         |      |
|                 | 理查德·霍爾丹 1911年起成為霍爾丹子爵                   |                              | 1905 年 12 月 10 日 | 1912 年 6 月 12 日  | 6年6个月又2天       | 自由黨             |                          | 亨利·甘貝爾-班納曼                                      | 亨利·甘貝爾-班納曼                                      |      |
|                 | 理查德·霍爾丹 1911年起成為霍爾丹子爵                   | H·H·阿斯奎斯                 | 1905 年 12 月 10 日 | 1912 年 6 月 12 日  | 6年6个月又2天       | 自由黨             |                          |                                                         |                                                         |      |
|                 | 約翰·愛德華·伯納德·西利                                |                              | 1912 年 6 月 12 日  | 1914 年 3 月 30 日  | 1年9个月又18天      | 自由黨             |                          |                                                         |                                                         |      |
|                 | H·H·阿斯奎斯 (以英國首相身分兼任)                      |                              | 1914 年 3 月 30 日  | 1914 年 8 月 5 日   | 4个月6天            | 自由黨             |                          |                                                         |                                                         |      |
|                 | 赫伯特·基欽納 第一代 基欽納伯爵                        |                              | 1914 年 8 月 5 日   | 1916 年 6 月 5 日   | 1年10个月           | 無黨籍             |                          |                                                         |                                                         |      |
|                 | 赫伯特·基欽納 第一代 基欽納伯爵                        | H·H·阿斯奎斯 (聯合政府)      | 1914 年 8 月 5 日   | 1916 年 6 月 5 日   | 1年10个月           | 無黨籍             |                          |                                                         |                                                         |      |
|                 | 大衛·勞合喬治                                          |                              | 1916 年 7 月 6 日   | 1916 年 12 月 5 日  | 4个月29天           | 自由黨             |                          |                                                         |                                                         |      |
|                 | 愛德華·斯坦利 第17代 德比伯爵                          |                              | 1916 年 12 月 10 日 | 1918 年 4 月 18 日  | 1年4个月又8天       | 保守黨             |                          | 大衛·勞合喬治 (聯合政府)                                | 大衛·勞合喬治 (聯合政府)                                |      |
|                 | 阿爾弗雷德·米爾納 第一代 米爾納子爵                    |                              | 1918 年 4 月 18 日  | 1919 年 1 月 10 日  | 8个月23天           | 保守黨             |                          | 大衛·勞合喬治 (聯合政府)                                | 大衛·勞合喬治 (聯合政府)                                |      |
|                 | 溫斯頓·邱吉爾                                          |                              | 1919 年 1 月 10 日  | 1921 年 2 月 13 日  | 2年1个月又3天       | 自由黨             |                          | 大衛·勞合喬治 (聯合政府)                                | 大衛·勞合喬治 (聯合政府)                                |      |
|                 | 拉明·沃辛頓-埃文斯 爵士 Bt                             |                              | 1921 年 2 月 13 日  | 1922 年 10 月 19 日 | 1年8个月又6天       | 保守黨             |                          | 大衛·勞合喬治 (聯合政府)                                | 大衛·勞合喬治 (聯合政府)                                |      |
|                 | 愛德華·斯坦利 第17代 德比伯爵                          |                              | 1922 年 10 月 24 日 | 1924 年 1 月 22 日  | 1年2个月又29天      | 保守黨             |                          | 博納·勞                                                 | 博納·勞                                                 |      |
|                 | 愛德華·斯坦利 第17代 德比伯爵                          | 斯坦利·鮑德溫                | 1922 年 10 月 24 日 | 1924 年 1 月 22 日  | 1年2个月又29天      | 保守黨             |                          |                                                         |                                                         |      |
|                 | 斯蒂芬·沃爾什                                          |                              | 1924 年 1 月 22 日  | 1924 年 11 月 3 日  | 9个月12天           | 工黨               |                          | 拉姆齊·麥克唐納                                         | 拉姆齊·麥克唐納                                         |      |
|                 | 拉明·沃辛頓-埃文斯 爵士 Bt                             |                              | 1924 年 11 月 6 日  | 1929 年 6 月 4 日   | 4年6个月又29天      | 保守黨             |                          | 斯坦利·鮑德溫                                           | 斯坦利·鮑德溫                                           |      |
|                 | 湯姆·肖                                                |                              | 1929 年 6 月 7 日   | 1931 年 8 月 24 日  | 2年2个月又17天      | 工黨               |                          | 拉姆齊·麥克唐納                                         | 拉姆齊·麥克唐納                                         |      |
|                 | 羅伯特·克魯-米爾恩斯 第一代 克魯侯爵                   |                              | 1931 年 8 月 25 日  | 1931 年 11 月 5 日  | 2个月11天           | 自由黨 (英國)      |                          | 拉姆齊·麥克唐納 (第一屆國民政府(1931))                  | 拉姆齊·麥克唐納 (第一屆國民政府(1931))                  |      |
|                 | 道格拉斯·霍格 第一代 海爾舍姆子爵                      |                              | 1931 年 11 月 5 日  | 1935 年 6 月 7 日   | 3年7个月又2天       | 保守黨             |                          | 拉姆齊·麥克唐納 (第二屆國民政府(1931~1935))             | 拉姆齊·麥克唐納 (第二屆國民政府(1931~1935))             |      |
|                 | 愛德華·伍德 第一代 哈利法克斯子爵                      |                              | 7 June 1935         | 22 November 1935    | 5个月15天           | 保守黨             |                          | 斯坦利·鮑德溫 (第三屆國民政府(1935~1937))               | 斯坦利·鮑德溫 (第三屆國民政府(1935~1937))               |      |
|                 | 達夫·庫珀                                              |                              | 1935 年 11 月 22 日 | 1937 年 5 月 28 日  | 1年6个月又6天       | 保守黨             |                          | 斯坦利·鮑德溫 (第三屆國民政府(1935~1937))               | 斯坦利·鮑德溫 (第三屆國民政府(1935~1937))               |      |
|                 | 萊斯利·霍爾-貝利沙                                     |                              | 1937 年 5 月 28 日  | 1940 年 1 月 5 日   | 2年7个月又8天       | 國民自由黨         |                          | 內維爾·張伯倫 (第四屆國民政府(1937~1939)；戰時聯合政府) | 內維爾·張伯倫 (第四屆國民政府(1937~1939)；戰時聯合政府) |      |
|                 | 奧利弗·斯坦利                                          |                              | 1940 年 1 月 5 日   | 1940 年 5 月 11 日  | 4个月6天            | 保守黨             |                          | 內維爾·張伯倫 (第四屆國民政府(1937~1939)；戰時聯合政府) | 內維爾·張伯倫 (第四屆國民政府(1937~1939)；戰時聯合政府) |      |
|                 | 安東尼·艾登                                            |                              | 1940 年 5 月 11 日  | 1940 年 12 月 22 日 | 7个月11天           | 保守黨             | 首相                     | 首相                                                    | 國防部長                                                |      |
|                 | 安東尼·艾登                                            | 溫斯頓·邱吉爾 (戰時聯合政府) | 1940 年 5 月 11 日  | 1940 年 12 月 22 日 | 7个月11天           | 保守黨             |                          |                                                         |                                                         |      |
|                 | 大衛·馬格森                                            |                              | 1940 年 12 月 22 日 | 1942 年 2 月 22 日  | 1年2个月            | 保守黨             |                          |                                                         |                                                         |      |
|                 | 詹姆斯·格里格 爵士                                     |                              | 1942 年 2 月 22 日  | 1945 年 7 月 26 日  | 3年5个月又4天       | 國民政府           |                          |                                                         |                                                         |      |
|                 | 傑克·勞森                                              |                              | 1945 年 8 月 3 日   | 1946 年 10 月 4 日  | 1年2个月又1天       | 工黨               |                          | 克萊曼·艾德禮                                           | 克萊曼·艾德禮                                           |      |
|                 | 弗雷德里克·貝倫傑                                      |                              | 1946 年 10 月 4 日  | 1947 年 10 月 7 日  | 1年3天              | 工黨               | 阿爾伯特·維克多·亞歷山大 | 克萊曼·艾德禮                                           |                                                         |      |
|                 | 曼尼·辛維爾                                            |                              | 1947 年 10 月 7 日  | 1950 年 2 月 28 日  | 2年4个月又21天      | 工黨               | 阿爾伯特·維克多·亞歷山大 | 克萊曼·艾德禮                                           |                                                         |      |
|                 | 約翰·斯特雷奇                                          |                              | 1950 年 2 月 28 日  | 1951 年 10 月 26 日 | 1年7个月又28天      | 工黨               | 曼尼·辛維爾              | 克萊曼·艾德禮                                           |                                                         |      |
|                 | 安東尼·海德                                            |                              | 1951 年 10 月 31 日 | 1956 年 10 月 18 日 | 4年11个月又18天     | 保守黨             |                          | 溫斯頓·邱吉爾                                           | 溫斯頓·邱吉爾                                           |      |
| 哈羅德·亞歷山大 | 安東尼·海德                                            |                              | 1951 年 10 月 31 日 | 1956 年 10 月 18 日 | 4年11个月又18天     | 保守黨             |                          | 溫斯頓·邱吉爾                                           |                                                         |      |
| 哈羅德·麥米倫   | 安東尼·海德                                            |                              | 1951 年 10 月 31 日 | 1956 年 10 月 18 日 | 4年11个月又18天     | 保守黨             |                          | 溫斯頓·邱吉爾                                           |                                                         |      |
|                 | 安東尼·海德                                            | 安東尼·艾登                  | 1951 年 10 月 31 日 | 1956 年 10 月 18 日 | 4年11个月又18天     | 保守黨             | 塞爾文·勞埃              |                                                         |                                                         |      |
| 沃爾特·蒙克頓   | 安東尼·海德                                            | 安東尼·艾登                  | 1951 年 10 月 31 日 | 1956 年 10 月 18 日 | 4年11个月又18天     | 保守黨             |                          |                                                         |                                                         |      |
|                 | 約翰·黑爾                                              | 安東尼·艾登                  |                     | 1956 年 10 月 18 日 | 1958 年 1 月 6 日   | 1年2个月又19天     | 保守黨                   | 安東尼·海德                                             |                                                         |      |
|                 | 約翰·黑爾                                              | 哈羅德·麥米倫                | 鄧肯·桑茲           | 1956 年 10 月 18 日 | 1958 年 1 月 6 日   | 1年2个月又19天     | 保守黨                   |                                                         |                                                         |      |
|                 | 克里斯托弗·索姆斯                                      | 哈羅德·麥米倫                | 鄧肯·桑茲           |                     | 1958 年 1 月 6 日   | 1960 年 7 月 27 日 | 2年6个月又21天           | 保守黨                                                  |                                                         |      |
| 哈羅德·沃特金森 | 克里斯托弗·索姆斯                                      | 哈羅德·麥米倫                |                     |                     | 1958 年 1 月 6 日   | 1960 年 7 月 27 日 | 2年6个月又21天           | 保守黨                                                  |                                                         |      |
|                 | 約翰·普羅富莫                                          | 哈羅德·麥米倫                |                     | 1960 年 7 月 27 日  | 1963 年 6 月 5 日   | 2年10个月又9天     | 保守黨                   |                                                         |                                                         |      |
| 彼得·霍尼戈夫   | 約翰·普羅富莫                                          | 哈羅德·麥米倫                |                     | 1960 年 7 月 27 日  | 1963 年 6 月 5 日   | 2年10个月又9天     | 保守黨                   |                                                         |                                                         |      |
|                 | 約瑟夫·戈德伯                                          | 哈羅德·麥米倫                |                     | 1963 年 6 月 27 日  | 1963 年 10 月 21 日 | 3个月24天          | 保守黨                   |                                                         |                                                         |      |
|                 | 詹姆斯·拉姆斯登                                        |                              | 1963 年 10 月 21 日 | 1964 年 4 月 1 日   | 5个月11天           | 保守黨             |                          | 亞歷克·道格拉斯-休姆                                    |                                                         |      |

## 另見
戰時大臣